# ワイズ (工具メーカー)
ワイズ株式会社は新潟県三条市に本社をおく、WISEブランドの六角棒スパナを専門とする工具メーカーである。
2018年5月に社名変更するまでの旧社名は株式会社若穂囲製作所（わかほいせいさくしょ）であった。

## 概要
六角棒スパナとドライバー・ラチェットドライバーの専門メーカーである。国内外工具メーカーへのOEM供給も行っている。近年は特許・実用新案権の出願件数と登録が増えている。六角棒スパナの反復角度60度を半分の30度にしたユニークな「ピアスボールレンチ」があり、特許登録されている。プラスドライバー向けに新技術を開発し、1999年から「ネジにかみつくビスバイト」を発売している。

## 沿革
- 1952年2月：新潟県三条市北四日町19-11で株式会社若穂囲製作所を設立
- 2011年9月：新潟県燕市分水向陽6-17へ本社工場を移転
- 2017年5月：フジ矢株式会社の傘下に入る
- 2018年5月：ワイズ株式会社へ社名変更

## 産業財産権
2011年9月15日現在
- 商標権 (Trademarks)

（登録番号）第1048120号 WISE
- 特許・実用新案権

特許4308482 レンチ
実登2126963 回動用のパイプハンドル付セットレンチ
実登2052159 レンチ回動用パイプハンドル
実登1974532 早廻しドライバー
実登1784896 携帯用ペンシルドライバー
実登1784893 多種類ドライバー
実登1721979 切替わりドライバー
実登1373992 取り替え用ドライバー作業杆を握柄に収納保持するドライバー